# 開羅地鐵3號線
開羅地鐵3號線是埃及開羅的一條主要地鐵路線。現時此線連接開羅中東部的阿塔巴與東北部的阿巴西亞和太陽城。路線最終將延長至大開羅地區西北部的因巴巴至東北部服務開羅國際機場。西支線在奇巧和扎馬萊克站之間以及扎馬萊克至開羅市中心之間要跨過兩次尼羅河。全線總長約為30.6公里，當中28.1公里是地下段，餘下的2.5公里將位於地面，分為4個階段實施。計劃包括路線西端總站興建一個大型車場以及阿巴西亞興建一個小型維修工場。此線將使用日本製造的近畿車輛和東芝公司生產的列車。

## 興建
工程在2006年開工，首段在2012年2月21日通車。路線計劃包括39個車站，26個隧道車站、11個高架車站和2個地面車站。全線（除開羅機場支線外）預計在2022年11月完工。
3號線首段通車的是阿塔巴至阿巴西亞段，之後第二段通車的是阿巴西亞至太陽城段，兩段皆急需改善交通。
第1期的設計考慮到要安全穿過兩個主要的地下結構，包括2號線在阿塔巴的隧道和阿塔巴以北的廢水隧道。同時部分地下車站還有計劃作為商業中心。這些車站將以明挖回填方式興建，並以第三軌供電。奧拉斯通工程贏得第一期工程的10億埃及鎊投標。車輛由近畿車輛和東芝提供，而非接觸式收費系統以及整合監視和通訊系統則由泰雷茲集團提供。法國為第二期工程提供了2.8億元貸款幫助法國公司參與工程。

## 連接

### 其他地鐵路線
3號線可在阿塔巴站轉乘1號線，在納賽爾站轉乘2號線。

### 其他形式交通
肖哈達站位於拉美西斯車站旁邊，可轉乘埃及國家鐵路的長途列車。電車站也多數在3號線車站周邊停靠，開羅交通管理局和私人小型巴士服務亦然。
往開羅國際機場的連結預計在3號線第五期在2021年通車後達成。